# Lenka Kocierzová
Lenka Kocierzová (* 23. srpna 1950 Ostrava-Vítkovice) je malířka, grafička, ilustrátorka, designérka, učitelka výtvarné výchovy a estetiky, kronikářka obce, podnikatelka v reklamě. Specializuje se především na svou rodnou čtvrť, kterou hojně propaguje. Jako malířka působí od roku 1995. Mezi její nejznámější obrazy patří „Evy“, tzn. portréty s vyobrazením města nebo jeho části na klobouku.

## Život
Lenka Kocierzová se narodila 23. srpna 1950 v Ostravě-Vítkovicích. Malířkou se chtěla stát již od dětství. Navštěvovala lidovou školu umění v Kounicově ulici v Moravské Ostravě. Po absolvování Střední všeobecně vzdělávací školy v Ostravě-Zábřehu nastoupila studium na ostravské Pedagogické fakultě, studium ale z rodinných důvodů nedokončila. Později vystudovala večerně obor propagační výtvarnictví na Střední průmyslové škole stavební v Ostravě. V současné době působí jako grafička, výtvarnice, designérka, ilustrátorka, kronikářka a průvodkyně Vítkovicemi. Svá díla vystavovala v České republice a v Polsku, na Slovensku, má za sebou již na 40 výstav. Ilustruje učebnice a dětské knihy. V letech 2003–2010 pracovala jako učitelka výtvarné výchovy a estetiky na AHOL SOŠ s.r.o. v Ostravě-Vítkovicích. Byla též kronikářkou obce Vítkovice (v letech 1997–2013), druhé období je členkou kulturní komise Moravské Ostravy-Přívozu.

## Dílo

### Obrazy
Lenka Kocierzová je autorkou mnoha obrazů. Jedněmi z nejznámějších jsou například Carmen nebo Večernice. Kreslí četné motivy Vítkovic i jiných měst, jako Luhačovice či Kadlín, které si také zamilovala. Je autorkou projektu Propagace Vítkovic, v jehož rámci vytvořila Vítkovické pexeso, Vítkovické omalovánky, Průvodce Vítkovicemi a další produkty. Je spoluautorkou 7 kadlínských zastavení na Mělnicku, kde je realizována Naučná stezka rostlin, ptáků, hmyzu, zvěře s jejími ilustracemi a další propagační materiály. Je autorkou a spolutvůrkyní projektu Domu u šraněk ve Vítkovicích. Na Mělnicku spolupracuje s kovářem Jaromírem Hoškem a malířkou skla Monikou Šimkovou.
Vrcholem její tvůrčí činnost je od roku 2006 spolupráce se světoznámou sklárnou Moser.

#### Evy
Nejznámějšími jejími obrazy jsou ale již zmíněné Evy, ženy s městy na klobouku. První byla Eva Malostranská, po ní Staroměstská a Evy ostravských čtvrtí, po nich také mělnické, Karlovarská i Salcburská. U některých měst ústřední ženskou tvář pojmenovala jinak, jako Bratislavská Mária nebo polská Vládkyně Packowa.

### Sklo
Se sklárnou Moser spolupracuje Lenka Kocierzová od roku 2006. Na sklo se dostaly kromě dvou Ev také Carmen, či obraz Z jednoho kořene. Vytvořila ale také několik designérských unikátů. Mezi něž patří svícen Olymp a mísa Věštírna.

### Propagace Vítkovic
Propagace Vítkovic začala, když se Lenka Kocierzová vrátila do rodných Vítkovic. Po začátku své kronikářské práce si vyjevila své dětství a začala kreslit své vzpomínky. Vznikly četné obrazy tehdejšího života s kulisami Vítkovic. Dostala se tak od dětských her přes trhy a obchody až po svou svatbu.

#### Dům U Šraněk
Projekt začal roku 2012. Vedle domu U Šraněk byl kdysi přejezd se závorami neboli šraňkami. Toto „muzeum“ ukazovalo jak historii Vítkovic a je samé, tak nostalgii starých časů. Zároveň bylo ideálním místem pro výstavy. Konaly se zde také schůzky dětí i seniorů. Malé posezení připomíná dnes již neexistující kavárnu Industrial.